# فرانک لوبی‌یندو
فرانک لوبی‌یندو (به انگلیسی: Frank LoBiondo) نمایندهٔ حوزه انتخابیه دوم نیوجرسی از حزب جمهوری‌خواه ایالات متحده آمریکا در مجلس نمایندگان ایالات متحده آمریکا است که برای نخستین‌بار در ۱۱ ژانویه ۱۹۹۵ میلادی به‌عضویت این مجلس درآمد.